# White Hall (Illinois)
White Hall je grad u američkoj saveznoj državi Ilinois. Prema popisu stanovništva iz 2010. u njemu je živjelo 2.520 stanovnika.